# بیچیه
بیچیه (به لاتین: Bychye) یک منطقهٔ مسکونی در روسیه است که در استان آرخانگلسک واقع شده‌است.